# Palmarés da Mapei
A equipa ciclista profissional italiana Mapei, tem conseguido em anos de existência as seguintes vitórias:

## Principais Vitórias

### Clássicas
A equipa ganhou entre 1994 e 2002 16 clássicas.
- Campeonato de Zurique :1994 (Gianluca Bortolami), 1995 (Johan Museeuw) e 2001 (Paolo Bettini)
- Paris-Roubaix : 1995 e 1998 (Franco Ballerini), 1996 e 2000 (Johan Museeuw) e 1999 (Andrea Tafi)
- Volta à Flandres : 1995 e 1998 (Johan Museeuw), 2002 (Andrea Tafi)
- Giro de Lombardia : 1996 (Andrea Tafi) e 1998 (Oscar Camenzind)
- Flecha Valona : 1999 (Michele Bartoli)
- Paris-Tours : 2000 (Andrea Tafi)
- Liège-Bastogne-Liège : 2000 e 2002 (Paolo Bettini)

### Grandes Voltas
A equipa conta com 27 participações nas grandes voltas entre 1994 e 2002, com os seguintes resultados :
- Tour de France
  - 9 participações (1994, 1995, 1996, 1997, 1998, 1999, 2000, 2001, 2002)
  - 15 vitórias de etapa :
    - 1 em 1994 : Gianluca Bortolami
    - 6 em 1998 : Tom Steels (4), Jan Svorada, Daniele Nardello
    - 3 em 1999 : Tom Steels (3)
    - 4 em 2000 : Paolo Bettini, Tom Steels (2), Stefano Zanini
    - 1 em 2002 : Óscar Freire

  - Vitórias finais : 0
  - Outras classificações : 0

- Giro d'Italia
  - 9 participações (1994, 1995, 1996, 1997, 1998, 1999, 2000, 2001, 2002)
  - 13 vitórias de etapa :
    - 4 em 1995 : Tony Rominger (4)
    - 5 em 1997 : Tonkov (3), Missaglia, Di Grande
    - 1 em 1998 : Pavel Tonkov
    - 2 em 2000 : Axel Merckx, Paolo Lanfranchi
    - 1 em 2001 : Stefano Zanini

  - Victoria final : 1995 (Tony Rominger) 
  - Outras classificações: 2
    - Classificação por pontos : 1995 (Tony Rominger)
    - Classificação do intergiro : 1995 (Tony Rominger)

- Volta a Espanha
  - 9 participações (1994, 1995, 1996, 1997, 1998, 1999, 2000, 2001, 2002)
  - 25 vitórias de etapa :
    - 6 em 1994 : Tony Rominger (6)
    - 4 em 1995 : Abraham Olano (3), Adriano Baffi)
    - 5 em 1996 : Steels (2), Rominger (2), Nardello)
    - 5 em 1997 : Ján Svorada (3), Pavel Tonkov (2)
    - 1 em 1998 : Gianni Bugno
    - 1 em 1999 : Daniele Nardello
    - 3 em 2000 : Óscar Freire (2), Davide Bramati

  - Victoria final : 1994 (Tony Rominger) 
  - Outras classificações : 1
    - Prêmio da Montanha : 1996 (Tony Rominger)

### Outras carreiras por etapas
Entre 1994 com a Paris-Nice vencida pelo suíço Tony Rominger e 1999 com a vitória de Michele Bartoli na Tirreno-Adriatico, a equipa ganhou sete carreiras por etapas maiores do calendário mundial.
- Paris-Nice : 1994 (Tony Rominger), 1998 (Frank Vandenbroucke)
- Volta ao País Basco : 1994 (Tony Rominger)
- Volta à Romandia : 1995 (Tony Rominger), 1996 (Abraham Olano), 1997 (Pavel Tonkov)
- Tirreno-Adriatico : 1999 (Michele Bartoli)

### Campeonatos nacionais
- Campeonato da Bélgica de Ciclismo em Estrada (5) :
  - Carreira em linha : 1996 (Johan Museeuw), 1997, 1998 e 2002 (Tom Steels), 2000 (Axel Merckx)

- Campeonato da Espanha de Ciclismo em Estrada (1) :
  - Carreira em linha : 1996 (Manuel Fernandez Gines)

- Campeonato da Hungria Contrarrelógio (2) :
  - Contrarrelógio  : 2001 e 2002 (Laszlo Bodrogi)

- Campeonato da Itália de Ciclismo em Estrada (1) :
  - Carreira em linha : 2001 (Daniele Nardello)

- Campeonato do Cazaquistão de Ciclismo em Estrada (1) :
  - Carreira em linha : 2002 (Dmitriy Muravyev)

- Campeonato da Suíça Contrarrelógio (1) :
  - Contrarrelógio  : 2002 (Fabian Cancellara)

- Campeonato da Rússia Contrarrelógio (1) :
  - Contrarrelógio : 2002 (Yevgeni Petrov)

### Campeonatos do Mundo
- Campeonato Mundial de Ciclismo em Estrada : 1995 (Abraham Olano), 1996 (Johan Museeuw), 1998 (Oskar Camenzind) e 2001 (Óscar Freire)